# Красная Заря (Крым)
Кра́сная Заря́ (до 1945 года Акше́их; укр. Красна Зоря, крымскотат. Çotqara, Чоткъара) — село Бахчисарайского района Республики Крым в составе Тенистовского сельского поселения (согласно административно-территориальному делению Украины — в Тенистовском сельском совете Автономной Республики Крым).
В селе 4 улицы, в 127 дворах, по данным сельсовета на 2009 год, проживает 330 человек, приписанные к селу земли занимают площадь 624 гектара, действует мусальманское культовое здание «Акшейих».

## Население
| 2001 | 2014 |
| ---- | ---- |
| 349  | ↘323 |

Всеукраинская перепись 2001 года показала следующее распределение по носителям языка
| Язык             | Процент |
| ---------------- | ------- |
| русский          | 78.51   |
| крымскотатарский | 10.32   |
| украинский       | 9.74    |
| другие           | 0.29    |

### Динамика численности
| - 1805 год — 155 чел. - 1864 год — 72 чел. - 1886 год — 144 чел. - 1887 год — 222 чел. - 1892 год — 213 чел. - 1902 год — 172 чел. - 1915 год — 165/67 чел. | - 1926 год — 240 чел. - 1939 год — 377 чел. - 1989 год — 335 чел. - 2001 год — 349 чел. - 2009 год — 330 чел. - 2014 год — 323 чел. |

## География
Красная Заря расположена на западе района, в долине реки Кача, в её нижнем течении, на разных берегах, что обусловлено историческими причинами. С севера над селом возвышается Внешняя гряда, с юга — Каратау, с ближайшей вершиной Керменчик (204 м), на которой с I в. до н. э. до III в. н. э. располагалось крупнейшее в юго-западном Крыму позднескифское городище Краснозорье., высота центра села над уровнем моря 76 м. Транспортное сообщение осуществляется по региональной автодороге 35К-021 Бахчисарай — Орловка (по украинской классификации — Т-2701).
Расстояние от села до Бахчисарая около 12 километров, там же ближайшая железнодорожная станция, Симферополь находится в 45 километрах. Красная Заря связана автобусным сообщением с Бахчисараем, Севастополем и Симферополем

## История
Село Красная Заря образовано в результате слияния двух сёл: Малодворное (Чоткара) и Красная Заря — Акшеих, расположенных на противоположных берегах Качи (Акшеих на правом, Чоткара — на левом берегу).

### Крымское ханство
Во времена Крымского ханства в нижней части долины Качи существовал значительный религиозный комплекс с центром в селе Эфендикой (Айвовое), причём для этих мест был создан особый кадылык — Качи Беш Паресы — небольшого размера по сравнению с остальными, и некоторые земли могли принадлежать священнослужителям. В частности, судя по названию села Ак-Шейх (белый шейх), оно могло быть вотчиной высокопоставленного клирика, главы религиозной общины (при этом крымские татары в ханстве всегда были лично свободны). Акшеих впервые упоминается в кадиаскерском (судебном) деле 1719 года десяти соседних джемаатов против мурз Ахмеда и Ягьи о захвате общинной земли. В последний период жизни ханства деревня относилась к Качи Беш Паресы кадылыку бахчисарайского каймаканства, что записано в Камеральном описании Крыма 1784 года.

### Российская империя
После присоединения Крыма к России (8) 19 апреля 1783 года, (8) 19 февраля 1784 года, именным указом Екатерины II сенату, на территории бывшего Крымского Ханства была образована Таврическая область и деревня была приписана к Симферопольскому уезду. После Павловских реформ, с 1796 по 1802 год, входила в Акмечетский уезд Новороссийской губернии. По новому административному делению, после создания 8 (20) октября 1802 года Таврической губернии, Акшеих был включён в состав Актачинской волости Симферопольского уезда.
По Ведомости о всех селениях в Симферопольском уезде состоящих с показанием в которой волости сколько числом дворов и душ… от 9 октября 1805 года, в Акшеихе в 26 дворах проживало 142 человека татар и ещё 13 крымских цыган. Окрестные земли принадлежали некому генерал-майору Гавро. На военно-топографической карте генерал-майора Мухина дворов в Акшеихе был уже 30 дворов. После реформы волостного деления 1829 года Акшеих, согласно «Ведомости о казённых волостях Таврической губернии 1829 года», отнесли к Дуванкойской волости (преобразованной из Чоргунской). На карте 1842 года в деревне обозначено 36 дворов.
В 1860-х годах, после земской реформы Александра II, деревня осталась в составе преобразованной Дуванкойской волости. Несмотря на массовую эмиграцию крымских татар в Анатолию после Крымской войны, когда, по разным данным, Крым покинуло от 100 до 300 тысяч человек, население деревни практически не сократилось. На 1864 год, во владельческой татарской деревне Акшеих при реке Каче, согласно «Списку населённых мест Таврической губернии по сведениям 1864 года», записано 15 дворов с 72 жителями и мечеть. По обследованиям профессора А. Н. Козловского начала 1860-х годов, в селении имелись колодцы с пресной водой глубиной 2—4 сажени, а также жители пользовались водой из Качи. На трёхверстовой карте Шуберта 1865—1876 года в Акшеихе значатся 35 дворов. На 1886 год в селе проживало 144 человека в 30 домохозяйствах, действовала мечеть. В Памятной книжке Таврической губернии 1889 года в Акшеихе указано 222 жителя в 44 дворах, на верстовой карте 1890 года в Ак-Шейхе дворов меньше — 30.
После земской реформы 1890-х годов деревня осталась в составе преобразованной Дуванкойской волости. Согласно «…Памятной книжке Таврической губернии на 1892 год», в деревне Акшеих, входившей в Калымтайское сельское общество, числилось 213 жителей в 49 домохозяйствах, владевшие 337 десятинами земли. По «…Памятной книжке Таврической губернии на 1902 год» в деревне Акшеих, входившей в Калымтайское сельское общество, числилось 172 жителя в 27 домохозяйствах. В 1913 году в деревне велось строительство мектеба. По Статистическому справочнику Таврической губернии. Ч.II-я. Статистический очерк, выпуск шестой Симферопольский уезд, 1915 год, в деревне Акшеих (на Каче) Дуванкойской волости Симферопольского уезда числилось 32 двора с татарским населением в количестве 165 человек приписных жителей и 67 — «посторонних», из которых 130 мужчин и 102 женщины. Жители владели 93 десятинами удобной земли. В хозяйствах имелось 43 лошади, 17 волов, 71 корова и 229 голов мелкого скота.

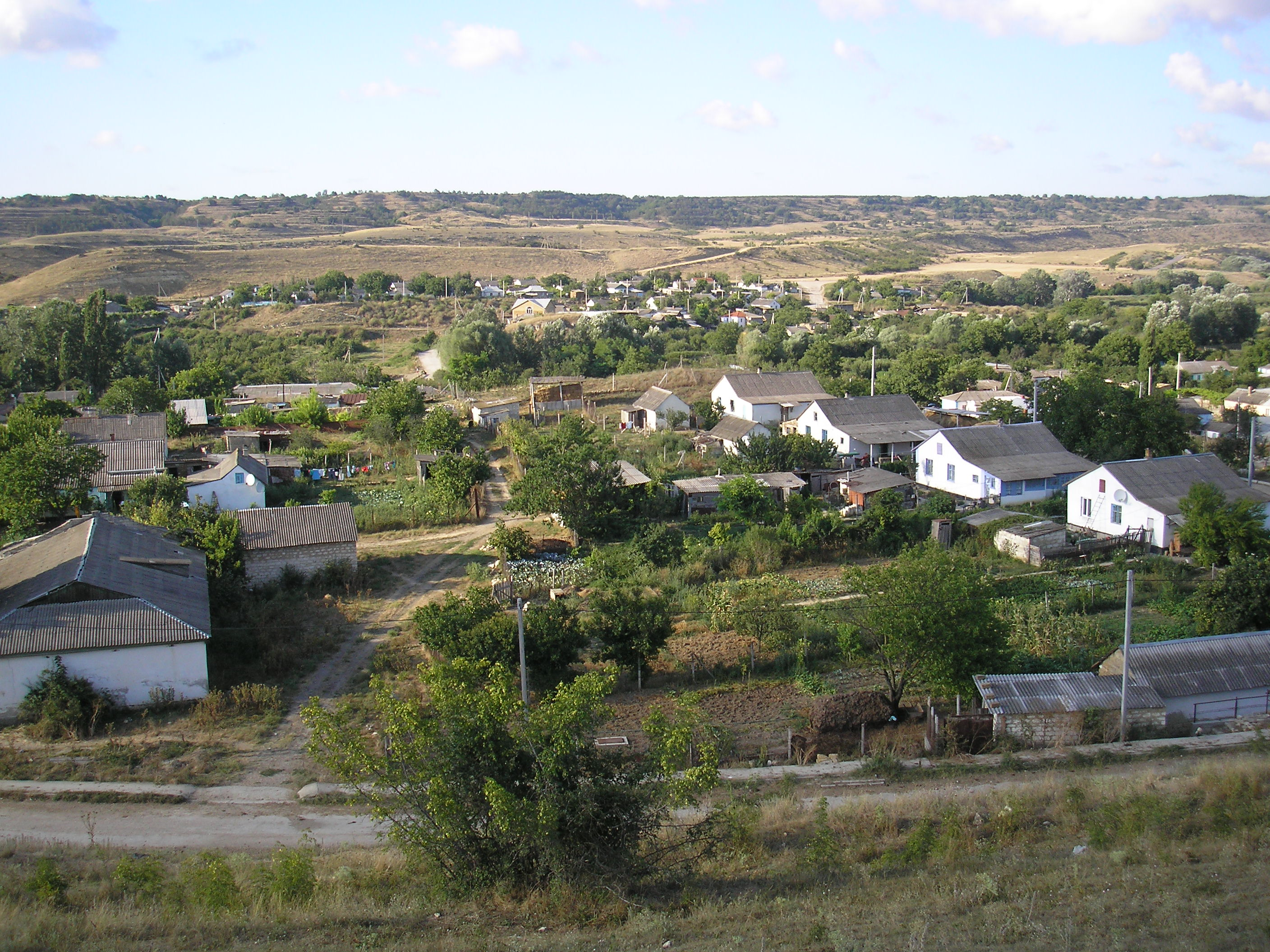
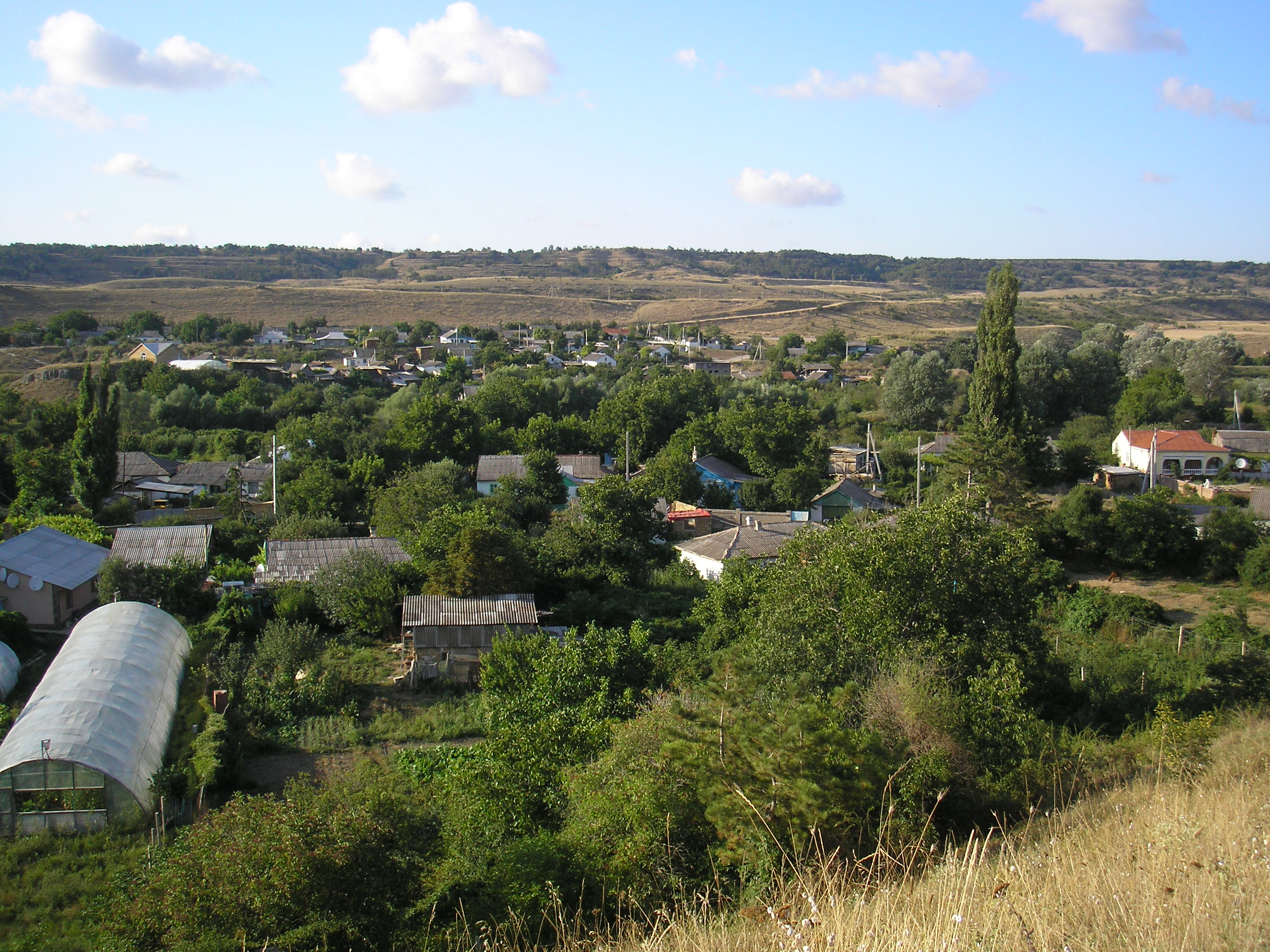
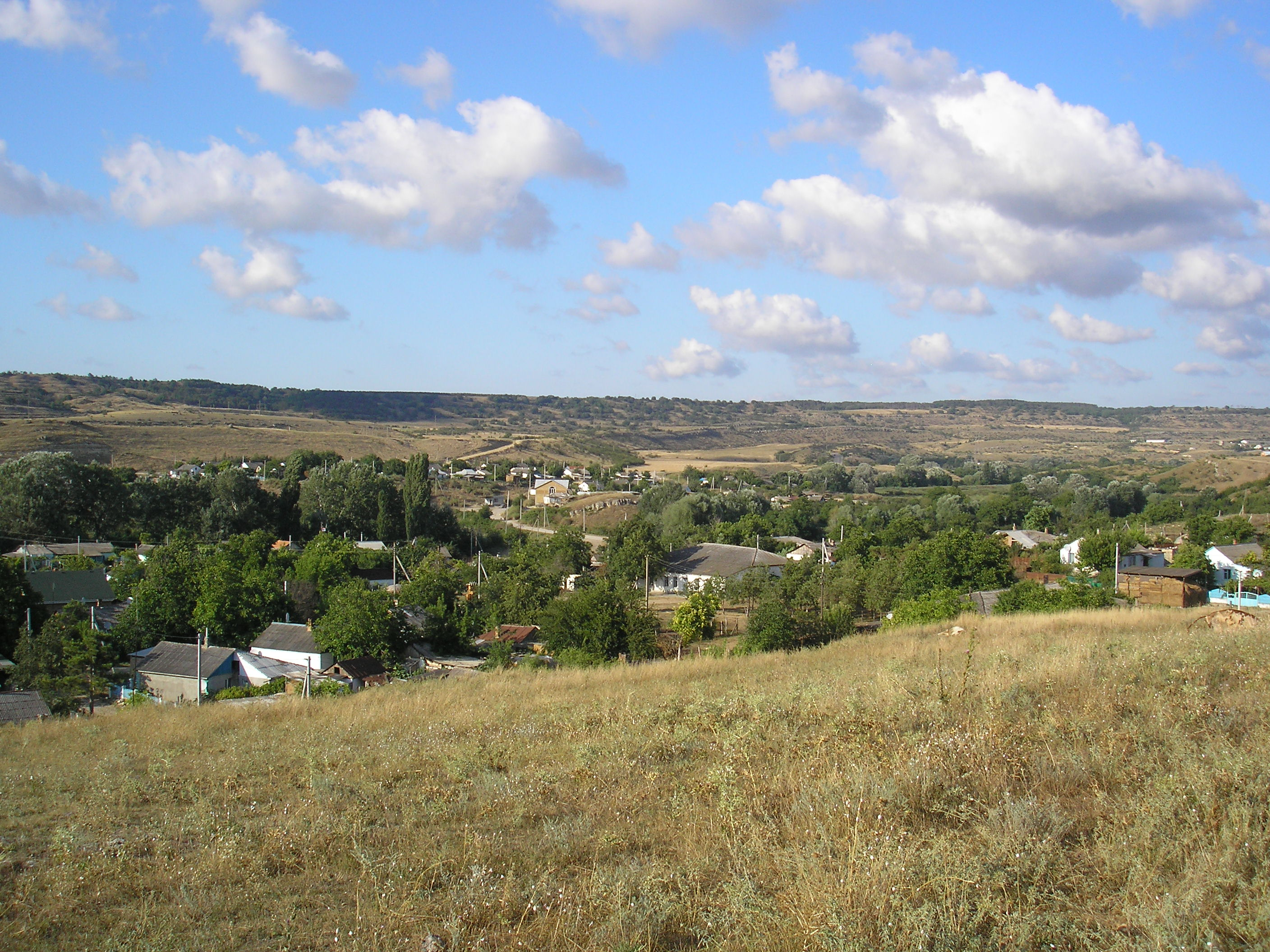
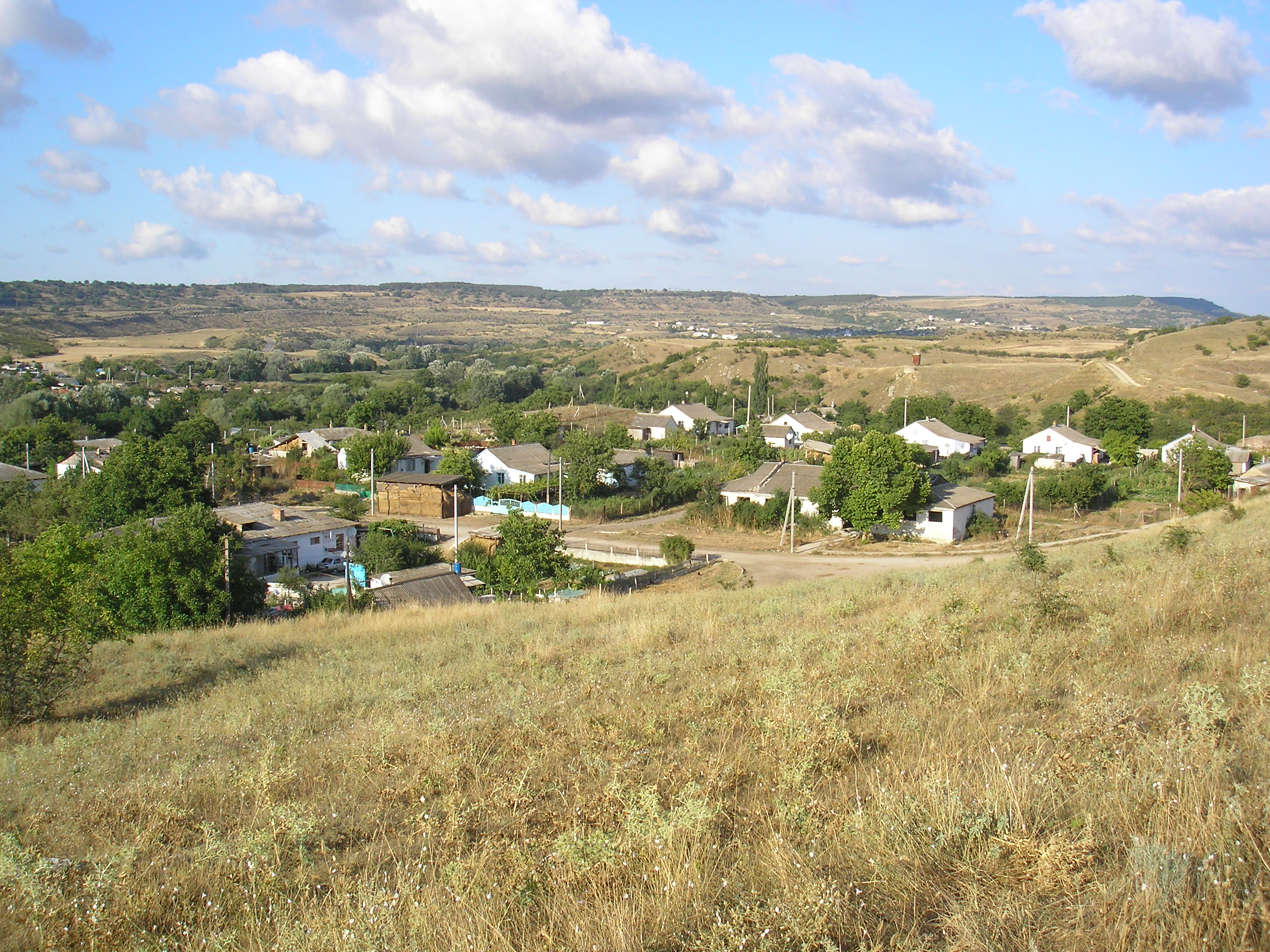

### Новое время
После установления в Крыму Советской власти, по постановлению Крымревкома от 8 января 1921 года была упразднена волостная система и село вошло в состав Бахчисарайского района Симферопольского уезда, а в 1922 году уезды получили название округов. 11 октября 1923 года, согласно постановлению ВЦИК, в административное деление Крымской АССР были внесены изменения, в результате которых округа были отменены и основной административной единицей стал Бахчисарайский район и село включили в его состав. Согласно Списку населённых пунктов Крымской АССР по Всесоюзной переписи 17 декабря 1926 года, в селе Ак-Шеих, центре Ак-Шеихского сельсовета Бахчисарайского района, имелось 67 дворов, из них 61 крестьянский, население составляло 240 человек (114 мужчин и 126 женщин). В национальном отношении учтено: 289 татар, 27 русских и 92 украинца, 3 белорусса, 5 греков, 10 записаны в графе «прочие», действовала русско-татарская школа. По данным всесоюзной переписи населения 1939 года в селе проживало 377 человек.
В 1944 году, после освобождения Крыма от фашистов, согласно Постановлению ГКО № 5859 от 11 мая 1944 года, 18 мая крымские татары были депортированы в Среднюю Азию. 12 августа 1944 года было принято постановление № ГОКО-6372с «О переселении колхозников в районы Крыма» по которому в район планировалось переселить 6000 колхозников и в сентябре 1944 года в район приехали первые новосёлы (2146 семей) из Орловской и Брянской областей РСФСР, а в начале 1950-х годов последовала вторая волна переселенцев из различных областей Украины. 21 августа 1945 года, согласно указу Президиума Верховного совета РСФСР, Ак-Шеих переименован в Красную Зарю, а Ак-Шеихский сельсовет — в Краснозорский. С 25 июня 1946 года в составе Крымской области РСФСР, а 26 апреля 1954 года Крымская область была передана из состава РСФСР в состав УССР. В послевоенное время в сёлах действовал колхоз «Красная Заря».
Время упразднения сельсовета пока не установлено: на 15 июня 1960 года село уже числилось в составе Тенистовского. К этому времени к Красной Заре было присоединено Малодворное (как отдельный населённый пункт уже не числилось) — согласно справочнику «Крымская область. Административно-территориальное деление на 1 января 1968 года» в период после 1954 года. По данным переписи 1989 года в селе проживало 335 человек. С 12 февраля 1991 года село в восстановленной Крымской АССР, 26 февраля 1992 года переименованной в Автономную Республику Крым. С 21 марта 2014 года в составе Крыма аннексирована Россией.